# Therese Sommerseth
Therese Sommerseth (1980) è un'ex sciatrice alpina norvegese.

## Biografia
Slalomista pura attiva dal gennaio del 1996, la Sommerseth disputò quattro gare in Coppa Europa tra il 29 novembre 2001 (a Levi) e il 3 dicembre seguente (a Åre), senza portarne a termine nessuna. Si ritirò al termine di quella stessa stagione 2001-2002 e la sua ultima gara fu uno slalom speciale FIS disputato il 12 aprile a Ål; non debuttò in Coppa del Mondo né prese parte a rassegne olimpiche o iridate.

## Palmarès

### Campionati norvegesi
- 1 medaglia:
  - 1 bronzo (slalom speciale nel 2001)